# Whataboutism
Whataboutism（ホワットアバウティズム、ワットアバウティズム、ワタバウティズム）は、論法の一種。自身の言動が批判された際に、直接疑問に答えず、“What about ...?”（「じゃあ○○はどうなんだ？」）と、話題をそらすことを指す。いわゆる論点ずらしの一種である。指摘されている問題について触れず、「じゃあ○○はどうなんだ？」と言う事は、論点を逸らすと同時に、相手への罵倒や攻撃であり、そこに論理性は無いため詭弁となる。

## 概要
Whataboutismは、自身の言動を批判された者が、直接疑問に答えるのを避けて話題をそらす論法のことである。いわゆるお前だって論法と同様に相手の言動にも自身と同様の問題があることを指摘して批判自体の正当性を失わせようとすることを意味する場合のほか、無関係な第三者の言動に話をそらす場合も含めてWhataboutismと呼ぶことがある。
冷戦時代にソビエト連邦が用いたプロパガンダ手法であり、西側諸国から批判された際、決まって西側諸国における出来事を挙げて “What about...?”（じゃあ○○はどうなんだ？）と返すことから名づけられた。その後、2010年代に入るとアメリカ合衆国大統領のドナルド・トランプが一貫してこの論法を使用していると指摘されるようになり、さらにSNSでの議論にも必要とされたことで “Whataboutism” という語の使用頻度が増えていった。
日本語では、「そっちこそどうなんだ主義」と表記されることもあるが、Whataboutismの語義と異なるとする批判もある。なお、Whataboutismの論者のことは “Whataboutist” と呼ばれる。

## 具体例と対応
Whataboutismは、何かを批判された者が “What about ...?”（じゃあ○○はどうなんだ？）と相手や第三者の別の言動を持ち出して言い返すような論法である。例として、以下のようなものがある。
- 批判や反対論に対し「批判(反対)するならお前が代案(対案)を出せ」と返すことで望まない意見を潰し議論を成り立たなくさせる。

この例は批判するなら代案を出さなければならないという考えに論理的な根拠が存在しないため詭弁であるが、トピックについて議論をしている際に話題の提供、皮肉、三段論法などの意義のもったWhataboutismが繰られる場合もあるため、即ち詭弁であるとはならない。Whataboutismであれば詭弁であるというレッテル張りがなされることがあるが、詭弁かどうかは論理的に正しいことを言っているかで決まるものである。
日本語辞典編纂者の飯間浩明は、Whataboutismという言葉が普及した理由について、議論の上で知っておくべき概念の一つとして広まったものと分析している。相手や第三者の言動については後で議論することにして、本人の言動に関する話に戻るのが理にかなっており、そのようなときに「Whataboutismはやめよう」と言うことができる。

## 歴史

### 発祥
現在のWhataboutismに含まれる論法の起源は古く、新約聖書の「罪の女」における「あなたがたのうちで罪のない者が最初に彼女に石を投げなさい」というイエスの発言に表われているように、「真に潔白な者だけが他人の非を咎めることができる」というルールを採用すれば誰も他者を責められなくなるということは古代から知られていた。
こうした論法がWhataboutismと呼ばれるようになったのは、冷戦期のソ連が多用したことに由来する。〜主義などを意味するismを付した「Whataboutism」という英語の単語は2008年にエドワード・ルーカスがエコノミストではじめて使用したとされる。また、Whatabouteryというほぼ同じ意味の用語が北アイルランド問題の時期にイギリスで使われた。これに対応するロシア語単語はなかった。
ジ・アトランティックの報道によると、Whataboutismの早期における例の1つは1947年におきた。当時、アメリカ合衆国商務長官ウィリアム・アヴェレル・ハリマンは演説で「ソ連帝国主義」を批判したが、イリヤ・エレンブルグはプラウダでアメリカの種族と社会的少数者に関する法律と政策を批判し、ソ連はそれらを「人類の尊厳を侵害している」ものとして扱うが、戦争を起こす口実としては使わないとした。
ソ連崩壊が迫る頃にはソ連当局がこの類の応答をすることは広く知られていて、当局のプロパガンダ的応答の代表的存在でさえあった。

### 冷戦終結後
冷戦が終結すると、この手法もあまり見られなくなったが、ソ連崩壊後のロシアでは人権侵害などの批判に対して再び使われるようになった。ガーディアンの記者ミリアム・エルダーはウラジーミル・プーチン大統領の報道官ドミトリー・ペスコフがこの手法を多用し、多くの人権侵害の批判に対する返答はついぞ行われなかったとコメントした。例えば、エルダーがモスクワでドライクリーニングをすることの困難さについて記事を書くと、ペスコフはロシア人がイギリスへ行くための査証発行の困難さをもって返答した。2012年7月、RIAノーボスチのコラムニストであるコンスタンティン・フォン・エッゲルト（Konstantin von Eggert）はロシアとアメリカが中東で異なる政府を支持したとき、Whataboutismの手法を使用したことについて、記事を書いた。
Whataboutismの使用はどんな民族や信仰の人でも見られるが、エコノミストの報道によると、ロシア人はこの手法を多用した。同じ報道ではWhataboutismへの対抗法が2つ紹介された。1つはロシアの指導者の言葉を反論に使うことで反論を西側諸国に転用させないことであり、もう1つは西側諸国が自らのメディアと政府にもっと自己批判をすることである。
この用語はロシアによるクリミアの併合およびロシアによるウクライナへの軍事介入により再び注目を受けた。またアゼルバイジャンに対しても使われたが、これは人権記録を批判されたことに対しアゼルバイジャン国会はアメリカの問題に関する公聴会を開くことで応じたためである。
その後、2017年にアメリカ合衆国大統領に就任したドナルド・トランプは、自身が批判された際にほかの誰かの問題点に話を逸らす戦術を一貫して使用し、これはロシアと共通するWhataboutismの論法であると批判されるようになった。また、飯間浩明の分析によれば、SNSでの議論が盛んになったことに伴い、2010年代後半からこの語の使用頻度が増えている。内田樹は、インターネット上の論争の過半はWhataboutisimと同タイプのまぜっかえしであると指摘している。

## 日本語訳
日本語辞典編纂者の飯間浩明によると、Whataboutismの日本語訳としてどのような語が定着するかは2021年3月時点でまだ分からない。飯間は、ウィキペディア日本語版で当時「そっちこそどうなんだ主義」という記事名が使用されていたことを取り上げ、この訳では言葉として長すぎる上に、議論の相手に限らず第三者の話を持ち出す場合も含まれるというWhataboutismの語義が正しく表現できていないことを難点として指摘している。飯間はうまい日本語訳が定着すればSNSでの議論にも資するとし、Twitterで挙げられたものとして「だって論法」、「誰々ちゃん論法」、「せやかて論法」、少数ながらすでに使われているものとして「ホワットアバウト論法」という訳語を例示している。
「そっちこそどうなんだ主義」は、過去のウィキペディア日本語版のほかに、フォトジャーナリストの安田菜津紀やコラムニストの小田嶋隆らもWhataboutismの日本語訳として使用している。このほか、思想家の内田樹はWhataboutismの意味を日本語でいうと「どの口が言うか」であると説明している。